# Gornji Stajevac
Gornji Stajevac (cyr. Горњи Стајевац) – wieś w Serbii, w okręgu pczyńskim, w gminie Trgovište. W 2011 roku liczyła 90 mieszkańców.